# Aleksandr Kniazev
Aleksandr Kniazev (19 de julio de 1976, Nizhny Novgorod) es un químico ruso, profesor de la Universidad Estatal de Nizhni Nóvgorod, Decano de la Facultad de Química y dirigente de la escuela de investigación de postgrado “Nuevos materiales basados en los compuestos inorganicos”. En 1998 terminó la facultad de química en la Universidad Estatal de Nizhni Nóvgorod .

## Biografía
Es autor de más de 200 artículos en los revistos internacionales , tres capítulos en libros y tres materiales didácticos. Indece h es 13 (según de Web of Science en marzo de 2019) Es el sub presidente le la conferencia RCCT-2015. Preparó 9 candidatos de ciencias.

## Algunas publicaciones
1. Bulanov E.N., Wang J., Knyazev A.V., White T., Manyakina M.E., Baikie T., Lapshin A.N., Dong Z. Structure and thermal expansion of calcium-thorium apatite. // Inorganic Chemistry. 2015. V.54. Р. 11356-11361.
2. Knyazev A.V., Letyanina I.A., Plesovskikh A.S., Smirnova N.N., Knyazeva S.S. Thermodynamic properties of vitamin B2. // Thermochimica Acta. 2014. V.575. P.12-16.
3. Knyazev A.V., Smirnova N.N., Plesovskikh A.S., Shushunov A.N., Knyazeva S.S. Low-temperature heat capacity and thermodynamic functions of vitamin B12. // Thermochimica Acta. 2014. V.582. P.35-39.
4. Knyazev A.V., Smirnova N.N., Mączka M., Hermanowicz K., Knyazeva S.S., Letyanina I.A., Lelet M.I. Thermodynamic and spectroscopic properties of Co7/3Sb2/3O4. // Journal of Chemical Thermodynamics. 2014. V. 74. P. 201—208.
5. Knyazev A.V., Smirnova N.N., Manyakina M.E., Shushunov A.N. Low-temperature heat capacity and thermodynamic functions of KTh2(PO4)3. // Thermochimica Acta. 2014. V.584. P.67-71.
6. Knyazev A.V., Chernorukov N.G., Letyanina I.A., Zakharova Yu. A., Ladenkov I.V. Crystal structure and thermodynamic properties of dipotassium diiron(III) hexatitanium oxide. // Journal of Thermal Analysis and Calorimetry. 2013. V.112. P.991-996.
7. Bissengaliyeva M.R., Knyazev A.V., Bekturganov N.S., Gogol D.B., Taimassova Sh.T., Smolenkov Yu.Y., Tashuta G.N. Crystal structure and thermodynamic properties of barium-thulium bismuthate with perovskite structure. // Journal of the American Ceramic Society. 2013. V.96. Issue 6. P.1883-1890.
8. Knyazev A.V., Smirnova N.N., Mączka M., Knyazeva S.S., Letyanina I.A. Thermodynamic and spectroscopic properties of spinel with the formula Li4/3Ti5/3O4. // Thermochimica Acta. 2013. V.559. P.40-45.
9. Salomatina E.V., Bit’urin N.M., Gulenova M.V., Gracheva T.A., Drozdov M.N., Knyazev A.V., Kir’yanov K.V., Markin A.V., Smirnova L.A. Synthesis, structure, and properties of organic-inorganic (co)polymers containing poly(titanium oxide). // Journal of Materials Chemistry C. 2013. V. 1. P. 6375 — 6385.
10. Knyazev A.V., Mączka M., Ladenkov I.V., Bulanov E.N., Ptak M. Crystal structure, spectroscopy, and thermal expansion of compounds in MI2O-Al2O3-TiO2 system. // Journal of Solid State Chemistry. 2012. V. 196. P.110-118.
11. Mączka M., Knyazev A.V., Majchrowski A., Hanuza J., Kojima S. Temperature-dependent Raman scattering study of defect pyrochlores RbNbWO6 and CsTaWO6. // Journal of Physics: Condensed Matter. 2012. V.24. 195902. P.1-10.
12. Knyazev A.V., Chernorukov N.G., Bulanov E.N. Apatite-structured Compounds: Synthesis and High-temperature Investigation. // Materials Chemistry and Physics. 2012. V. 132. Issues 2-3. P.773-781.
13. Knyazev A.V., Kuznetsova N.Yu., Chernorukov N.G., Tananaev I.G. Physicochemical investigation and thermodynamics of oxides compounds of uranium and phase for immobilization of radionuclides. // Thermochimica Acta. 2012. V.532. P.127-133.
14. Knyazev A.V., Mączka M., Bulanov E.N., Ptak M., Belopolskaya S.S. High-temperature thermal and X-ray diffraction studies, and room-temperature spectroscopic investigation of some inorganic pigments. // Dyes and Pigments. 2011. V.91. P.286-293.
15. Mączka M., Knyazev A.V., Kuznetsova N.Yu., Ptak M., Macalik L. Raman and IR studies of TaWO5.5, ASbWO6 (A = K, Rb, Cs, Tl) and ASbWO6•H2O (A = H, NH4, Li, Na) pyrochlore oxides. // Journal of Raman Spectroscopy. 2011. V.42. P.529-533.

## Intereses científicas
- Cristaloquímica
- Termodinámica
- Radioquímica

## Premios y reconocimientos
- Adjudicación del Academic Publishing Company Internacional "Ciencia / Interperiodica" (Rusia) (premio, 2005)

## Hobby
- Viajar
- Recolectando Minerales